# Semiplanul superior
În matematică semiplanul superior, {\displaystyle {\mathcal {H}},} este mulțimea de puncte (x,y) din planul cartezian cu y > 0.

## Planul complex
Matematicienii identifică uneori planul cartezian cu planul complex, iar apoi semiplanul superior corespunde mulțimii numerelor complexe cu partea imaginară pozitivă:
{\displaystyle {\mathcal {H}}\equiv \{x+iy\mid y>0;x,y\in \mathbb {R} \}~.}
Termenul apare dintr-o reprezentare comună a numărului complex x + iy ca un punct (x, y) din planul dotat cu coordonate carteziene. Când axa y este orientată vertical, „semiplanul superior” corespunde zonei de deasupra axei x, adică numerelor complexe pentru care y > 0.
Este domeniul multor funcții care prezintă interes în analiza complexă, în special în formele modulare. Semiplanul inferior, definit de y < 0, este corespunzător și el, dar mai puțin folosit prin convenție. Discul unitate deschis {\displaystyle {\mathcal {D}}} (mulțimea numerelor complexe cu modulul subunitar) este echivalent printr-o transformare conformă cu {\displaystyle {\mathcal {H}}\,} (v. "metrică Poincaré"), ceea ce înseamnă că de obicei este posibil să se treacă de la {\displaystyle {\mathcal {H}}} la {\displaystyle {\mathcal {D}}} și invers
De asemenea, joacă un rol important în geometria hiperbolică, unde modelul semiplanului Poincaré⁠(d) oferă o modalitate de examinare a transformărilor hiperbolice. Metrica Poincaré oferă o metrică⁠(d) hiperbolică a spațiului.
Teorema de uniformizare⁠(d) pentru suprafețe afirmă că semiplanul superior este spațiul de acoperire universal⁠(d) al suprafețelor cu curbură gaussiană⁠(d) constantă negativă.
Semiplanul superior închis este reuniunea semiplanului superior și a axei reale. Este închiderea semiplanului superior.

## În geometria afină
Transformările afine ale semiplanului superior cuprind:
(1) translații (x,y) → (x + c, y), c ∈ ℝ și
(2) dilatări (x, y) → (λ x, λ y),  λ > 0.
Teoremă: Fie A și B semicercuri din semiplanul superior cu centrele pe frontieră. Atunci, există o transformare afină care aplică A pe B.
Demonstrație: În primul pas se translează centrul lui A în (0,0). Apoi se face λ = (diametrul lui B)/(diametrul lui A) și se dilată. Apoi se translează (0,0) în centrul lui B.
Definiție: {\displaystyle {\mathcal {Z}}\equiv {\bigl \{}\left(\cos ^{2}\theta ,\;{\tfrac {1}{2}}\sin 2\theta \right)\;|\;0<\theta <\pi \,{\bigr \}}~.}
{\displaystyle {\mathcal {Z}}} poate fi recunoscut ca cercul de rază ½ centrat în (½,0) și ca diagramă polară a {\displaystyle \rho (\theta )=\cos \theta ~.}
Teoremă: (0,0), {\displaystyle \rho (\theta )} în {\displaystyle {\mathcal {Z}}} și {\displaystyle (1,\tan \theta )} sunt puncte coliniare.
De fapt, {\displaystyle {\mathcal {Z}}} este reflexia segmentului {\displaystyle {\bigl \{}(1,y)\,|\,y>0{\bigr \}}} pe cercul unitate. Forma diagonală de la (0,0) la {\displaystyle (1,\tan \theta )} are pătratul {\displaystyle 1+\tan ^{2}\theta =\sec ^{2}\theta ,} ca urmare {\displaystyle \rho (\theta )=\cos \theta } este inversa acestei lungimi.

### Geometrie metrică
Distanța dintre oricare două puncte p și q din semiplanul superior poate fi definită în mod consecvent după cum urmează: mediatoarea segmentului {\displaystyle {\overline {pq}}} fie intersectează frontiera, fie este paralelă cu ea. În acest din urmă caz p și q se află pe o rază perpendiculară pe frontieră și măsura logaritmică poate fi utilizată pentru a defini o distanță invariantă la dilatare. În primul caz p și q se află pe un cerc cu centrul în intersecția mediatoarei cu frontiera. Conform teoremei de mai sus, acest cerc poate fi mutat prin translația afină la {\displaystyle {\mathcal {Z}}.} Distanțele la {\displaystyle {\mathcal {Z}}} pot fi definite prin corespondența cu punctele de pe {\displaystyle {\bigl \{}\,(\,1,y\,)\,|\,y>0\,{\bigr \}}} și măsura logaritmică a acestei raze. În consecință, semiplanul superior devine un spațiu metric. Numele generic al acestui spațiu metric este planul hiperbolic. În termenii modelelor de geometrie hiperbolică, acest model este frecvent numit modelul semiplanului Poincaré.

## Generalizări
O generalizare naturală în geometria diferențială este n-spațiul hiperbolic {\displaystyle {\mathcal {H}}^{n},} cea mai simetrică varietate riemanniană⁠(d) simplu conexă, cu curbură secțională −1. În această terminologie, semiplanul superior este {\displaystyle {\mathcal {H}}^{2}} deoarece are dimensiunea 2 (este bidimensional).
În teoria numerelor, teoria formelor modulare Hilbert se referă la studiul anumitor funcții pe produsul direct⁠(d) {\displaystyle {\mathcal {H}}^{n}} al n copii ale semiplanului superior. Un alt spațiu interesant pentru teoreticienii numerelor este semispațiul superior Siegel {\displaystyle {\mathcal {H}}_{n},} care este domeniul formelor modulare Siegel.